# 出入り計算
出入り計算(でいりけいさん)とは囲碁における手の価値の計算法である。自分から着手した場合と相手から着手した場合の地の差を出入りといい、出入りに基づいて計算する。ヨセにならないと実際の計算は難しいので、主にヨセで使われる。手の価値の計算法は他に見合い計算がある。
出入り計算においては手の価値は出入りの大きさに加えて、先手と後手を考慮する。
両先手双方から先手の手。
(片)先手打つ側から先手、打たれる側から後手。
逆ヨセ打つ側からは後手、打たれる側から先手。
(両)後手双方から後手。
これらの後に出入りの目数を加えて、逆ヨセ3目の手、後手2目の手などと言う。両先手が一番大きく、先手と逆ヨセは同等で後手ヨセの二倍の価値と考える。
なお出入りを計算するときに地の境界がはっきり定まらないときは、見合い計算による地の計算に基づき出入りを計算するが、
計算するうえで、意識しておくべきことは下の二点で十分である。
- 片先手は、先手側がその着手を行ったものとして計算する。
- 両後手は、お互いが着手した形から折半する。

## 見合い計算との比較
- 双方が着手した図から比較した数字なので直感的にわかりやすく計算がしやすい。
- 複雑な形勢判断はできないが、ヨセの手の大きさを比較するには出入り計算で十分である。
- 見合い計算も、数え方が異なるが双方の図をみるという意味では出入り計算と同じである。